# Nikóklia (Paphos)
Pour les articles homonymes, voir Nikóklia.
Nikóklia (grec moderne : Νικόκλεια) est un village chypriote situé dans le district de Paphos et comptant plus de 121 habitants.